# Rengeteg (album)
A Rengeteg a Thy Catafalque ötödik albuma, amely 2011-ben jelent meg. A lemezen a 2009-ben megjelent Róka Hasa Rádió című albumot folytatta, továbbcsiszolása mind stílusban, mind témákban.
Ezt az irányzat a következő albumon valószínűleg nem fog folytatódni, mivel Kátai Tamás a zenekar honlapján korábban elérhető vendégkönyvben azt nyilatkozta, hogy ezt a stílust kimerítette, "innen már csak önismétlés maradna" és új stílusokat akar keresni. Ehhez hozzájárul az is, hogy Bakos Attila a jövőben saját projektekkel szeretne foglalkozni.
2011-ben a HangSúly zenei díj szavazásán az év albuma lett. 2015-ben felkerült a legnagyobb hatású magyar metal-albumok listájára, mind közül a legújabb kiadású lemezként.

## Dalok
1. Fekete mezők - 9:21
2. Kel keleti szél - 3:59
3. Trilobita - 3:52
4. Kő koppan - 4:39
5. Vashegyek - 14:09
6. Holdkomp - 5:45
7. Kék ingem lobogó - 3:52
8. Az eső, az eső, az eső - 5:23
9. Tar gallyak végül - 5:23
10. Minden test fű - 5:11

## Közreműködők
- Kátai Tamás - gitár, basszusgitár, billentyűs hangszerek, ének, programok

Vendégek
- Bakos Attila (Taranis, Woodland Choir) - tiszta férfi ének
- Tóth Ágnes (The Moon and the Nightspirit) - női ének
- Simkó-Várnagy Mihály - cselló

## Érdekességek
A Rengeteghez készült még két - Kátai Tamás szerint - "nagyonmetál" szám is, amely azonban nem került fel a lemezre, mert "túl sűrű lett volna". Valószínűleg egy későbbi albumon kapnak majd helyet.
A Rengeteg az első Thy Catafalque album, amelyet Kátai Tamás Juhász János gitáros nélkül készített.